# Črtomir Zupančič
Črtomir (Črt) Zupančič, slovenski fizik, * 28. november 1928, Ljubljana, † 28. september 2018. 
Črtomir Zupančič, sin novinarja J. Zupančiča je v Ljubljani obiskoval klasično gimnazijo (1939-47) ter študiral fiziko in matematiko na ljubljanski Prirodoslovno matematični fakulteti (1947–52), kjer je diplomiral in 1959 tudi doktoriral na Naravoslovni fakulteti v Ljubljani (FNT). Leta 1954 je postal asistent na Institutu Jožef Stefan (IJS) in 1956 znanstveni sodelavec ISJ, 1959 pa je bil izvoljen za docenta in 1964 za rednega profsorja na FNT v Ljubljani. Zupančič je postal 1966 znanstveni sodelavec Evropske organizacije za jedrske raziskave v Ženevi, v letih 1968−1997 pa je bil redni profesor na univerzi v Münchnu.
2005 je postal izredni, 2011 redni član Slovenske akademije znanosti in umetnosti (SAZU), 2006 pa je bil razglašen za ambasadorja Republike Slovenije v znanosti.